# Maigonis Valdmanis
Maigonis Valdmanis (nacido el 9 de septiembre de 1933 en Riga, Letonia y muerto en Talsi el 30 de octubre de 1999) fue un jugador soviético de baloncesto. Consiguió 6 medallas en competiciones internacionales con la Unión Soviética. 

## Palmarés
- Copa de Europa: 3

ASK Riga: 1958, 1958-59, 1959-60.